# John Aspinall
placa comemorativa
Vista da sepultura.
John Victor Aspinall (Deli, 11 de junho de 1926 - Cidade de Westminster, 29 de junho de 2000) foi um empresário britânico de jogos de azar e dono de zoológico.
Dono de cassinos no bairro londrino de Mayfair, Aspinall tornou-se célebre por gastar seus ganhos com as apostas de membros das altas classes na criação de centros para animais, onde implantou um controverso método no qual os animais interagiam com seus tratadores, ele próprio declarando que preferia os gorilas aos seres humanos.

## Biografia
Sua mãe era Mary Grace Horn, casada com o médico do exército britânico Robert Aspinall; era, entretanto, filho natural de um soldado, chamado George Bruce, com quem sua mãe tivera relações num acampamento militar.
Aos seis anos de idade foi mandado para um colégio preparatório na Inglaterra. Em 1938 sua mãe, que havia se divorciado, casara-se com Sir George Osborne; este então envia o enteado para uma escola particular, em Rugby, de onde acabou expulso, servindo então na Marinha Real por três anos.
Após o período militar, é matriculado no Jesus College, em Oxford, onde se gabou de jamais ter assistido a nenhuma aula, passando o tempo numa vida de playboy e de apostas: no dia de seu exame final mentiu dizendo estar doente e foi para as corridas da Ascot Gold Cup, onde ganhou nas apostas, começando assim sua vida no meio dos jogos de azar, e nunca colou grau.
Durante essa época, deixou-se influenciar por um livro intitulado Nada the Lily, de Rider Haggard, que conta a história de um jovem príncipe zulu.
Casou-se me 1956 com a modelo escocesa Jane Hastings, e no apartamento do casal criava um macaco, uma jovem tigresa e dois ursos-castanho-do-himalaia; demonstrando seu caráter arrogante, que se lhe tornou típico, não importava com as queixas dos vizinhos.

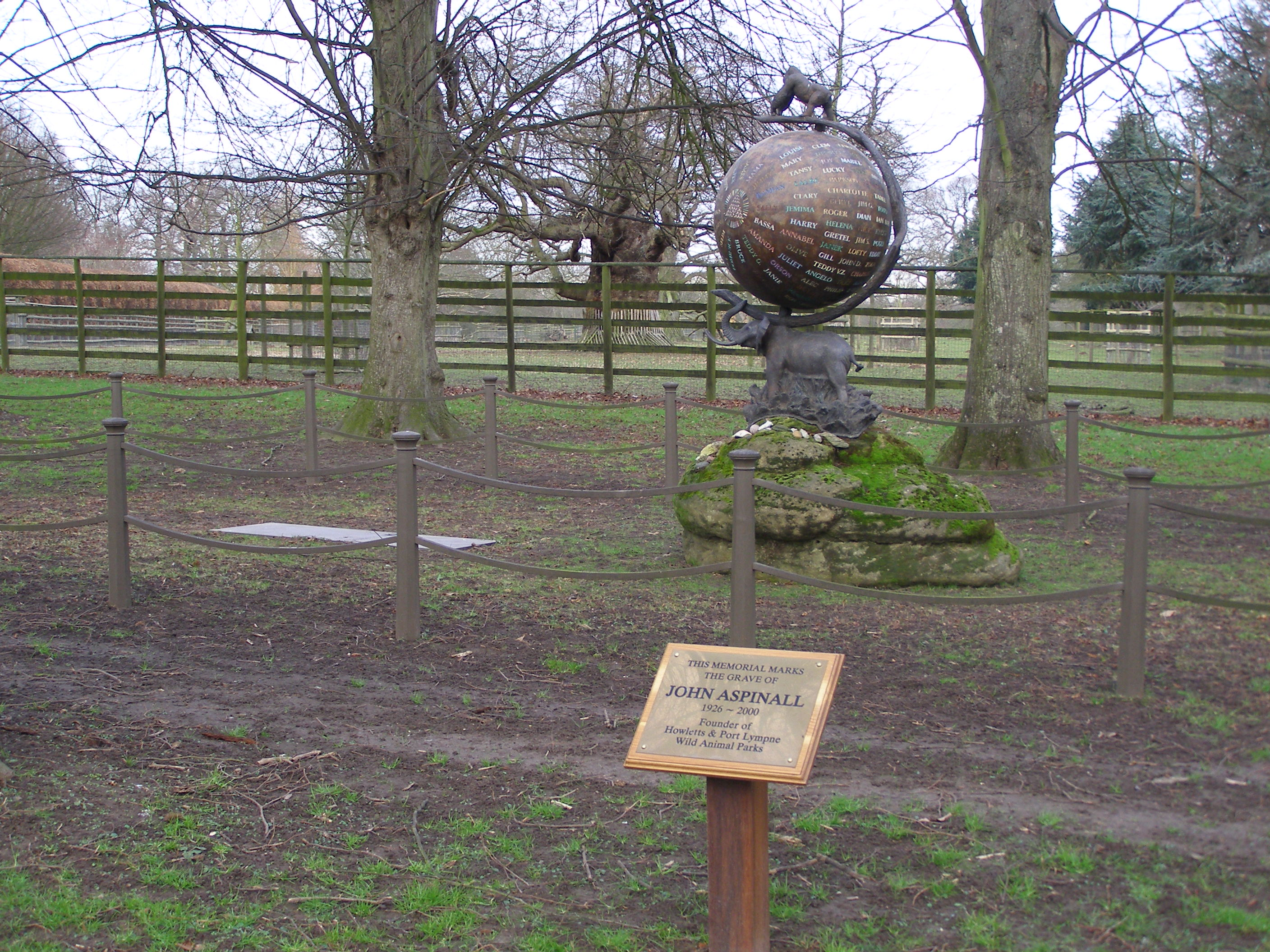
Sepultura e memorial de John Aspinal.

Sendo ilegal a jogatina, Aspinall atraía pessoas da alta-classe até que, em 1958, a polícia fechou seu negócio, apesar de estar constantemente mudando de local para fugir à fiscalização. Mas deste processo resultou que uma nova lei foi aprovada, e o jogo permitido.
Com a legalização, abriu o Clermont Club em Mayfair, que se tornou um dos mais elegantes e exclusivos pontos noturnos de Londres; este lugar permitiu-lhe abrir o Howletts Wild Animal Park e em 1972 vendeu seu cassino, estabelecendo-se somente com o parque zoológico; algum tempo depois, precisando de dinheiro, voltou a abrir dois novos clubes de jogos, que vendeu por 30 milhões de dólares, em 1983, até novamente abrir outro cassino em 1992 por enfrentar novas dificuldades.
Casou-se novamente, após divorciar-se em 1966 da primeira esposa, com Belinda Musker de quem se separou para o terceiro e último casamento em 1972, com Lady Sarah Courage, viúva do piloto Piers Courage, morto em 1970. Aspinal morreu de câncer, deixando três filhos e dois enteados.

## Posições políticas e ideias conservadoras
Aspinal notabilizou-se por declarações machistas (como dizer que sua esposa "é o exemplo perfeito da fêmea primata, pronto para servir o macho dominante e tornar sua vida agradável) ou a interpretação pessoal das ideias darwinistas, declarando que doenças como a malária cumpriam o papel de eliminar milhões de pessoas indesejáveis.
Gabava-se de, ao fazer sexo, rugir como um leão e bater no peito com um gorila - animal com o qual gostava de ser fotografado, bem como junto a outros da fauna selvagem.
Filiado ao Referendum Party, candidatou-se sem sucesso em 1997 ao Parlamento; era contra a participação do Reino Unido na União Europeia.
Na África do Sul tornou-se o "patrono branco" do Partido da Liberdade Inkatha, que prega o nacionalismo zulu; estabeleceu assim uma ponte entre as ideias tribalistas inglesas com o nacionalismo praticado em Durban pelos zulus, usando métodos da máfia, interesses capitalistas e apadrinhamento político.
A despeito disto, é visto como um dos precursores dos "guerreiros verdes", um modelo de ecologista que serve de paradigma na relação entre a humanidade moderna e os animais.

## Sucessos e reveses com os animais
O milionário criticava o uso de peles animais pelas mulheres, e apoiava esforços preservacionistas. Seu método de criação proporcionou avanços na reprodução em cativeiro de animais ameaçados, como o tigre siberiano, gorilas, felinos outros, a ponto de permitir sua reintrodução no ambiente natural.
Apesar dos avanços, diversos auxiliares foram mortos por seus animais ao longo dos anos, o que ofuscava tais êxitos.